# Sint-Floriaankathedraal
De Sint-Floriaankathedraal, formeel bekend onder de naam Kathedraal van de aartsengel Sint-Michaël en Sint-Floriaan (Pools: Katedra Świętego Michała Archanioła i Świętego Floriana), is een rooms-katholiek kerkgebouw aan de ul. Floriańska 3 (vertaald: Floriaanstraat 3) in het oostelijk deel van de Poolse hoofdstad Warschau. De 75 meter hoge torens van de kathedraal domineren het stadsdeel Praga en benadrukken de rol van de kathedraal als een vorm van protest tegen de Russische overheersing van Polen.
De kerk is de zetelkerk van het bisdom Warschau-Praga en werd in 1992 op instigatie van de Heilige Stoel de status van basilica minor verleend. 

## Geschiedenis
Op of in de buurt van de huidige kerk was reeds sinds 1583 een rooms-katholiek kerkgebouw aanwezig. Het Congres van Wenen bepaalde in de 19e eeuw nieuwe grenzen in Europa, waardoor het Hertogdom Warschau onder controle van het Russische Rijk kwam en de naam Congres-Polen kreeg. In het kader van de russificatie werden daarna meer dan twintig Russisch-orthodoxe kerken in het land gebouwd. Uit protest tegen het opdringen van Russische invloeden en in het bijzonder als reactie op de bouw van de monumentale orthodoxe Maria Magdalenakerk verderop in de straat, werd tussen 1897 en 1904 de rooms-katholieke Sint-Floriaankerk met twee indrukwekkende torens van 75 meter hoog gebouwd. De kerk werd vernoemd naar Floriaan van Lorch, schutspatroon van de brandweerlieden en andere beroepen die met vuur te maken hebben, zoals pottenbakkers, schoorsteenvegers en bakkers.    

## Verwoesting en herbouw
Gedurende het beleg van Warschau werden veel kerken gebruikt als schuilplaats voor leden van het leger van Warschau (Armia Warszawa), Joden en andere burgers. Tijdens de terugtrekking van de Duitsers in 1944 na de opstand van Warschau werd de kerk verwoest. Het gebouw bleef meerdere jaren als ruïne staan, maar in de jaren 1950 maakten de inwoners van het stadsdeel Praga een geleidelijke reconstructie van de kerk mogelijk. De herbouwde kerk werd in 1972 opnieuw ingewijd.
Op 13 juni 1999 bezocht paus Johannes Paulus II het bisdom en de kathedraal.

## Architectuur
De Sint-Floriaankathedraal werd in neogotische stijl opgetrokken. De twintig verdiepingen tellende torens worden bekroond met bronzen spitsen. Het grootste deel van de kerk bestaat uit rode baksteen. Boven de ingangen zijn mozaïeken van Christus en het embleem van de eerste bisschop van Warschau-Praga, Kazimierz Romaniuk, terwijl rode en witte pleister en baksteen het interieur bepalen.

## Afbeeldingen

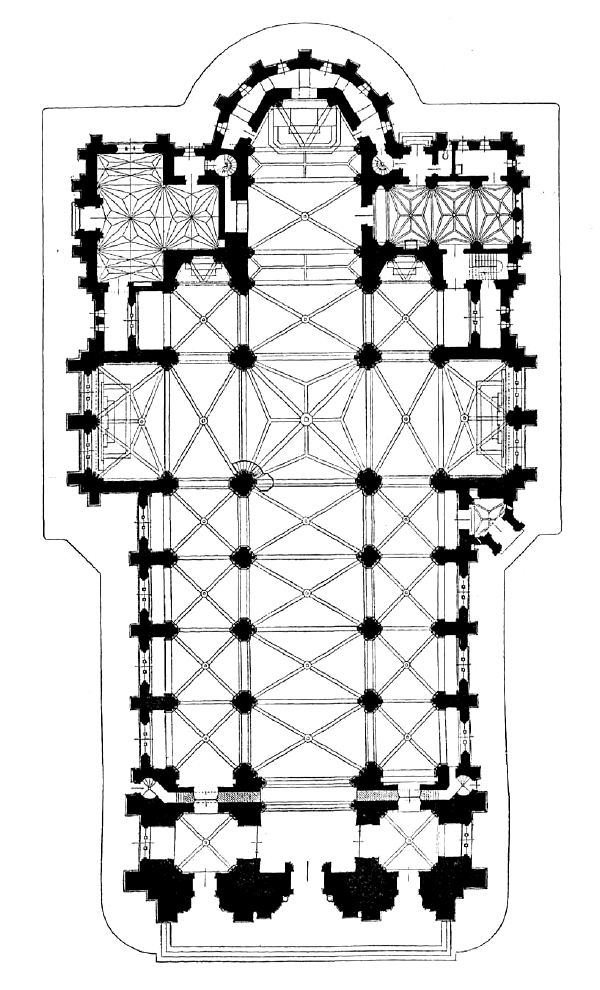
Plattegrond van de basiliek
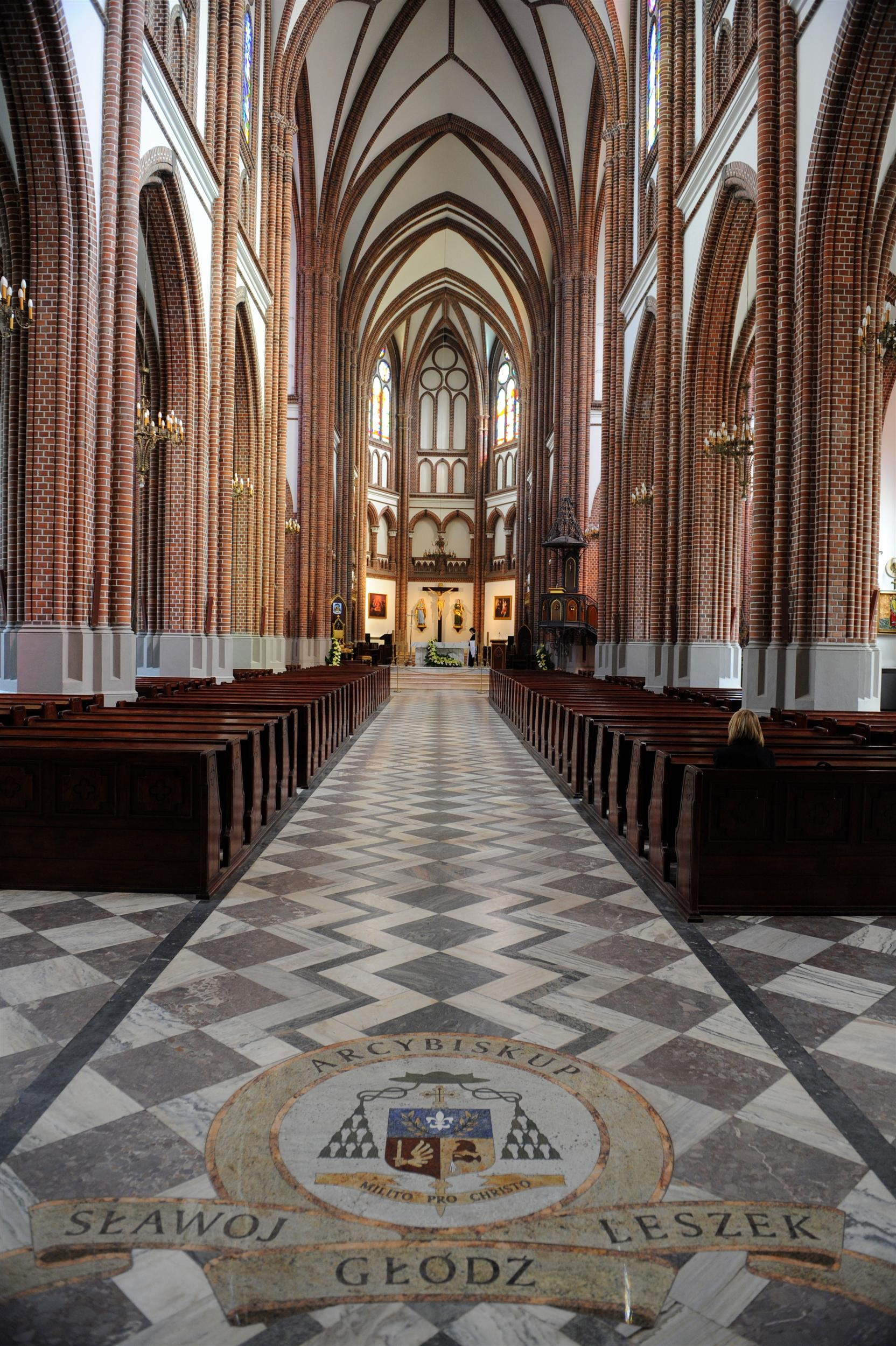
Interieur
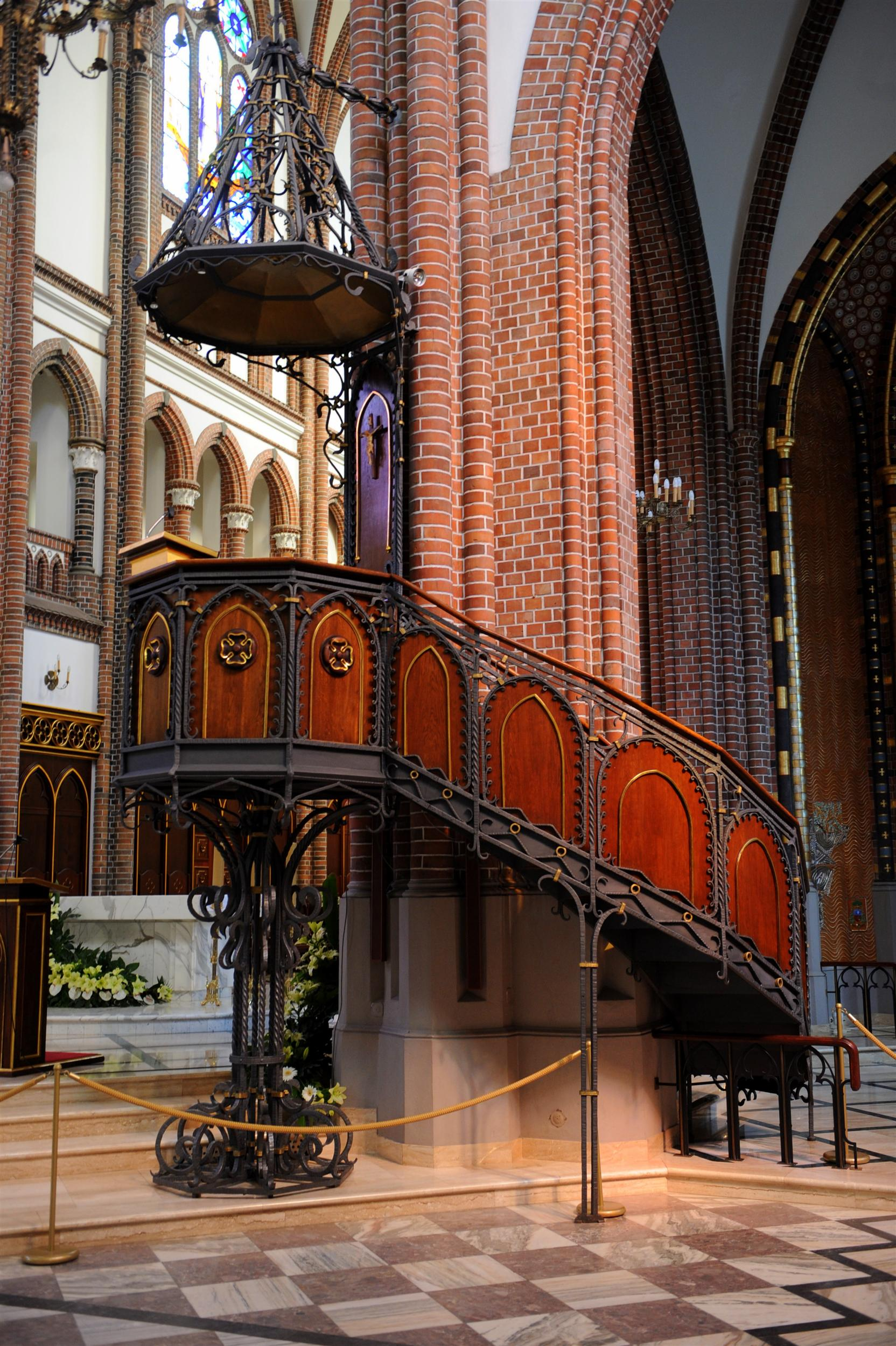
Kansel